# Dichrooscytus irroratus
Dichrooscytus irroratus är en insektsart som beskrevs av Van Duzee 1912. Dichrooscytus irroratus ingår i släktet Dichrooscytus och familjen ängsskinnbaggar. Inga underarter finns listade i Catalogue of Life.